# Ockertbach
Der Ockertbach ist ein linker Zufluss zur Melk südlich von St. Leonhard am Forst in Niederösterreich.
Der Ockertbach entspringt zwischen Großa und Forst am Berg und damit an der Bezirksgrenze zwischen Scheibbs und Melk. Zunächst fließt er nach Nordosten und bei Fohregg nach Südosten ab. Knapp vor seiner Mündung nimmt er noch den Bach von Hörmannsberg als rechten Zubringer auf, um dann gegenüber von Diesendorf von links in die Melk einzumünden. Sein Einzugsgebiet umfasst 8,1 km² in großteils offener Landschaft.